# ویلیام برنسون یاپ
ویلیام برنسون یاپ (انگلیسی: William Brunsdon Yapp؛ ۱۹۰۹ – ۱۹۹۰) یک دانشمند بود.